# Ussingita
La ussingita es un mineral de la clase de los filosilicatos. Fue descubierta en 1914 en Narsaq (Groenlandia), siendo nombrada así en honor de Niels Viggo Ussing, profesor de mineralogía danés.

## Características químicas
Es un aluminio silicato hidroxilado de sodio, antiguamente considerado tectosilicato pero que estudios cristalográficos más recientes muestran estructura de filosilicato.
Además de los elementos de su fórmula, suele llevar como impurezas: calcio, potasio, cloro, agua y azufre.

## Formación y yacimientos
Es un mineral que se forma como secundario en pegmatitas asociadas a sienita con sodalita. También se ha encontrado en xenolitos con sodalita en un complejo gabro-sienita alcalino intrusivo.
Se puede distinguir de la sodalita por la ausencia de fluorescencia.
Suele encontrarse asociado a otros minerales como: microclina, natrolita, egirina, albita, sodalita, villiaumita, lovozerita, eudialita, lueshita, griceíta o natrofosfato.